# Jailly
Jailly é uma comuna francesa na região administrativa de Borgonha-Franco-Condado, no departamento Nièvre. Estende-se por uma área de 11,14 km². Em 2010 a comuna tinha 70 habitantes (densidade: 6,3 hab./km²).